# うどんですかい
うどんですかい (UDON de SKY) は、JALUXが販売する日本航空と日清食品が共同開発したカップうどん。

## 概要

### 「世界初の機内専用のカップ麺」
「機内でカップ麺を食べたい」という日本人乗客からのリクエストを多数受けていた日本航空の客室サービス企画部が日清食品と共同で開発し、1992年6月1日より同社の長距離路線のエグゼクティブクラス（現ビジネスクラス）で提供を開始した。
「世界初の機内専用のカップ麺」として話題を呼び、2011年時点では同社のプレミアムエコノミークラスで提供されている他、ファーストクラス、ビジネスクラスでも希望すれば提供される。また、一部のサクララウンジでも提供されている。なお、当初は機内での提供のみであったが、のちに日本航空の関連会社JALUXが運営する空港売店や通信販売のほか、同社の一部営業所でも取り扱うようになった。またオークラ ニッコー ホテルマネジメントが運営するホテルの部屋にも軽食用として提供されている。

### 工夫
関西風の「昆布だし」に、100%大豆の油揚げと、調理後10分まで伸びないうどんが入っている。通常のカップ麺と同様に熱湯を注いで3分で食べることが出来るが、提供時に 85 ℃ 程度の熱湯になる旅客機内環境で調理・提供される。通常のカップ麺より低い温度の湯でも、麺が戻るように工夫が凝らされている。低い温度の湯でも調理可能なことから、登山者が、登山時の食料として携行することがある。

## 関連商品
1996年12月1日からは蕎麦の「そばですかい (SOBA de SKY) 」、2001年4月1日からはラーメンの「らーめんですかい (RAMEN de SKY) 」も提供されており、これらもJALUXによる通信販売や、同社の一部営業所でも取り扱っている。
「ですかい」のネーミングはこれらのインスタント麺以外にも、一般向けに販売される機内食用のレトルト食品（カレーデスカイなど）やミネラルウォーター（水deSKY）にも付けられた。

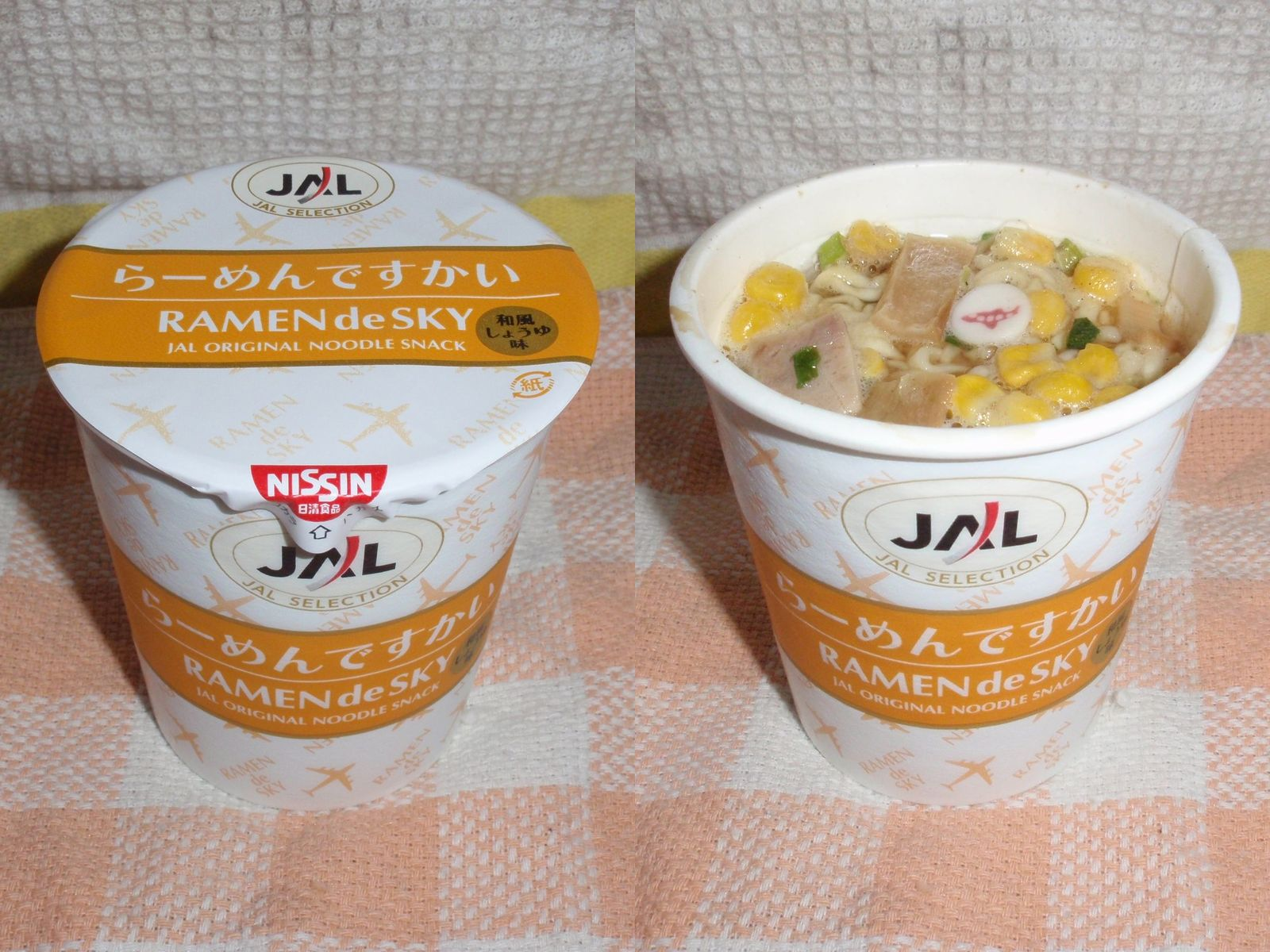
らーめんですかい